# 外浜駅
外浜駅（そとはまえき）は、かつて福岡県北九州市門司区浜町にあった日本貨物鉄道（JR貨物）鹿児島本線の貨物駅である。2005年（平成17年）より営業を休止し、2008年（平成20年）に廃止された。

## 概要
門司港駅からの貨物支線の終着駅でだったが、駅構内には数本の側線のみで、駅北側へ続く田野浦公共臨港鉄道（後述）が分岐していた。貨物支線と臨港鉄道を直通する貨物列車が運行されていた時は、信号場としての役割のみを担っていた。
かつて駅構内はより広く、有蓋車用の貨物ホームもあった。さらに海に面した場所にある三井倉庫などの倉庫群へ至る専用線も接続していたが、その専用線は現在撤去されている。
貨物列車の運行終了に伴い廃止され、2009年（平成21年）7月に解体された。

## 歴史
- 1929年（昭和4年）2月13日：門司築港（1943年12月に門築土地鉄道に改称）により、門司駅 - 門築大久保駅間（1.5km）が開業。
- 1930年（昭和5年）4月1日：外浜駅開業。門司駅 - 当駅までは国鉄鹿児島本線の貨物支線となる。
- 1960年（昭和35年）4月15日：門築土地鉄道線が廃止。市営田野浦公共臨港鉄道となる。
- 1987年（昭和62年）4月1日：国鉄分割民営化により、JR貨物が継承。
- 1999年（平成11年）5月27日：田野浦公共臨港鉄道が当駅の側線として認可される。
- 2004年（平成16年）3月25日：貨物列車の運行が無くなる。
- 2005年（平成17年）10月1日：路線休止により営業休止。
- 2008年（平成20年）9月5日：門司港駅から当駅間（鹿児島本線貨物支線）の廃止に伴い廃駅。

## 田野浦公共臨港鉄道
当駅から周防灘に面する田野浦駅に至る、北九州港管理組合（一部事務組合。現在の北九州市港湾空港局）が管理していた全長3.4kmの専用鉄道。門築土地鉄道の前身である門司築港が1929年（昭和4年）2月13日に門築大久保駅までを開業させ、1960年（昭和35年）4月15日まで門築土地鉄道が運営していたが、その後門司市（現・北九州市門司区）がその路線と門築大久保駅 - 田野浦駅までの側線を「田野浦公共臨港鉄道」として引き継ぎ貨物列車を運行した。
この路線からは多くの専用線が分岐していた。かつての門築大久保駅にあたる地点からは農林水産省福岡食糧事務所門司政府倉庫への専用線が、田野浦駅からは伊藤忠飼料門司工場への専用線も分岐していた。また三井鉱山セメント門司仕上工場への専用線が田野浦駅から分岐し、平成筑豊鉄道金田駅から当駅を経由して工場へ至るセメント輸送貨物列車が2004年（平成16年）3月25日まで運行されていたが、その後は列車が運行されることはなく2005年（平成17年）10月1日付けで正式に運行休止となった。現在伊藤忠飼料、三井鉱山セメントへの専用線は全て撤去されている。なお、運行休止まで当駅でタブレットの取り扱いを行っていた。
1962年（昭和37年）にはこの鉄道を日豊本線下曽根駅まで延伸する計画が鉄道敷設法に追加されているが、実現には至っていない。また1987年（昭和62年）の鉄道事業法施行時の手続きミスから無免許での営業が12年にわたって行われていた（発覚は1997年（平成9年）6月）が、1999年（平成11年）5月27日に全線を当駅の側線扱いとすることで無免許営業ではなくなったという経緯を持つ。
北九州市は、2009年（平成21年）4月26日からJR貨物の路線とこの路線の一部を合わせた九州鉄道記念館駅（門司港） - 関門海峡めかり駅（和布刈公園）間（2.1km）に観光列車を走らせている（平成筑豊鉄道門司港レトロ観光線）。この計画は1991年（平成3年）頃から門司港駅付近の門司港レトロ地区の観光事業の一環として持ち上がっていたものであり、前述の無免許営業はこの計画の検討中に発覚したものである（「平成筑豊鉄道門司港レトロ観光線#歴史」も参照）。

## 隣の駅
日本貨物鉄道（JR貨物）
鹿児島本線貨物支線
門司港駅 - 外浜駅